# Koordinationszentrum der Muslime des Nordkaukasus
Das Koordinationszentrum der Muslime des Nordkaukasus (russisch Координационный центр мусульман Северного Кавказа (КСМСК), transkribiert Koordinazionny zentr mussulman Sewernowo Kawkasa; wiss. Transliteration Koordinacionnyj centr musul'man Severnogo Kavkaza) ist ein loser Zusammenschluss der Muftis in den muslimischen Republiken des Nordkaukasus. Sein Sitz befindet sich in Tscherkessk in Karatschai-Tscherkessien. Sein Vorsitzender ist Mufti Ismail Alijewitsch Berdijew.

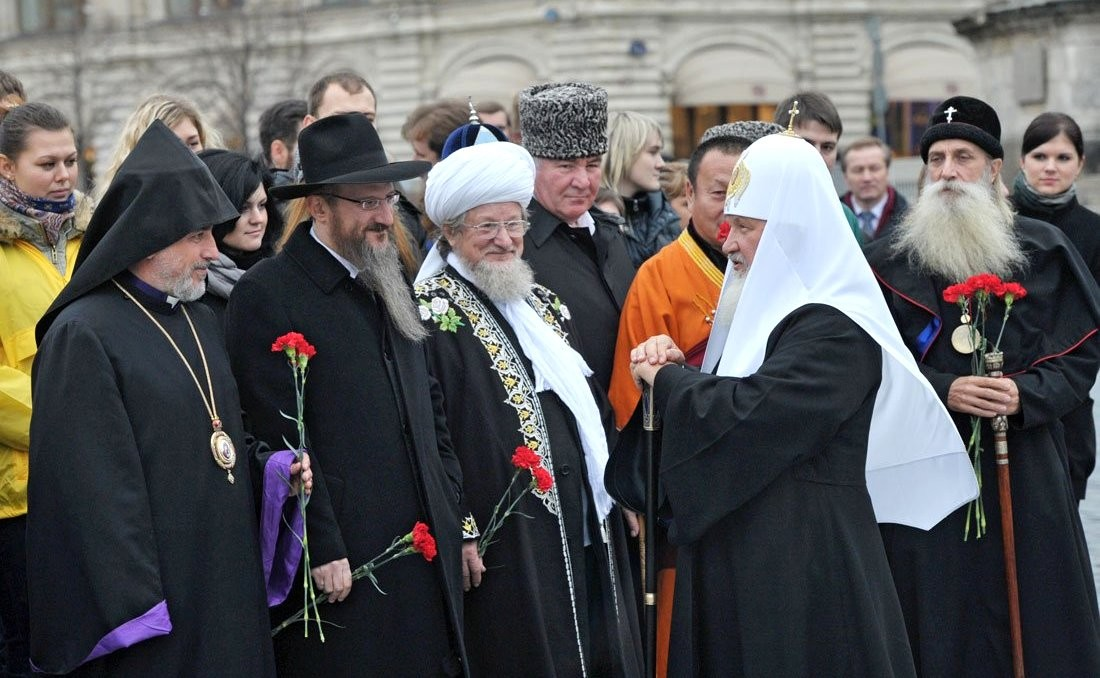
Mufti Ismail Berdijew (Mitte, zweite Reihe, mit Papacha) zusammen mit den höchsten Würdenträgern anderer traditioneller Religionen am Tag der Einheit des Volkes (2012) in Moskau.

Die Organisation gehört zu den vier wichtigsten muslimischen Dachorganisationen in Russland, zu diesen zählen außerdem der Rat der Muftis in Russland (Sitz in Moskau, Großmufti Rawil Gainutdin), die Zentrale Geistliche Verwaltung der Muslime in Russland (Sitz: Ufa/Ural, Großmufti Scheich Talgat Tadschuddin) und die Russische Vereinigung des islamischen Einvernehmens (Rossijskaja assozijazija islamskowo soglassija / Российская ассоциация исламского согласия / Rossijskaja associacija islamskogo soglasija). Am 30. November 2016 wurde Albir Krganow in Moskau zum Vorsitzenden einer neuen muslimischen Dachorganisation in der Russischen Föderation gewählt, der Geistlichen Versammlung der Muslime Russlands (russ. Духовное собрание мусульман России; Abk. ДСМ РФ / DSM RF), eines neuen Zusammenschlusses von Muftiaten in der Russischen Föderation, der ein Dutzend regionaler Geistlicher Verwaltungen vereint.